# Platja de l'Auir
La platja de l'Auir és una platja situada entre el terme de Xeraco i la part nord de la franja litoral del terme de Gandia, a la Safor (País Valencià). Fita al nord amb la platja de Xeraco, al sud amb la platja Nord de Gandia i a l'oest amb parcel·les d'ús agrícola, declarades no urbanitzables per l'Ajuntament de Gandia. Rep el nom d'una antiga séquia del segle xii, que recorria algunes partides rurals dels termes municipals de Gandia, Xeresa i Xeraco. Comença a la gola del riu Vaca, dins del mateix terme municipal de Xeraco i consta d'uns 2,8 km de longitud. Forma l'estreta franja costanera que separa la marjal de la mar, protegint esta zona humida de gran riquesa en flora, conservant les seues dunes naturals.
Disposa d'aparcament, de zona de milotxes i àrea per a la pràctica del vòlei-platja. La platja de l'Auir és una excel·lent platja nudista —l'única de la comarca de la Safor— que està localitzada en un entorn natural envejable. Està ben delimitada, senyalitzada i autoritzada d'un poc més de dos quilòmetres lineals i de més de 280.000 metres quadrats de sorra fina daurada formant unes dunes conservades que confirmen l'aspecte natural de la platja, està una mica apartada però compta amb multitud de bons servicis a la nostra disposició, com ara creu roja, servici de vigilància, aparcament, dutxes, passarel·les per a accedir a la platja per tal de protegir la flora autòctona de les dunes, etc.
Al llarg dels anys de pressió urbanística ha anat reduint la seua dimensió. Actualment la zona no urbanitzada fita amb les parcel·les agràries de propietat de la companyia "Rústicas S.A.". Les diferents administracions han col·laborat a aplicar mesures de protecció i repoblació de la vegetació típica del medi ecològic.